# Stéphane Ouaiche
Stéphane Ouaiche est un pongiste franco-algérien né le 18 septembre 1993 à Vincennes. Il est champion de France en simple en 2014 et 2016.
Il est gaucher et utilise une prise orthodoxe.

## Biographie
Ayant débuté le tennis de table à 8 ans à Fontenay-sous-Bois, y faisant toutes ses gammes jusqu'à ses 18 ans, Stéphane Ouaiche se distingue par un parcours atypique. Loin du circuit fédéral qui ne lui convient pas, il rejoint Villeneuve-sur-Lot en 2011 pour collaborer avec l'entraineur Julien Girard.  
En mars 2014, alors qu'il est classé no 40 français, il remporte le titre de champion de France sénior à Mouilleron-le-Captif en Vendée en battant Christophe Legoût en finale, et succède à Simon Gauzy qu'il a battu en demi-finale. Il est qualifié pour les championnats du monde qui se déroulent à Tokyo.
L'année 2014 continue de montrer un Stéphane Ouaiche étincelant. Après sa victoire aux championnats de France seniors en mars, il participe en mai aux Championnats du Monde par équipe de Tokyo, entouré de Adrien Mattenet, Emmanuel Lebesson, Simon Gauzy et Tristan Flore. L'équipe de France termine à la 13e place, et Stéphane est l'un des seuls joueurs participants à être resté invaincu tout au long de la compétition[réf. nécessaire]. 
Fin août 2014, il décroche son ticket pour les Championnats d'Europe par équipe lors du tournoi de sélection organisé par la fédération. L'anecdote veut qu'il remporte ce tournoi face à son partenaire d'entraînement et coéquipier Jérémy Petiot (3-2). Il participe donc à la plus haute compétition européenne par équipe à Lisbonne aux côtés de Adrien Mattenet, Emmanuel Lebesson, Simon Gauzy et Abdel-Kader Salifou. 
Peu de temps après, il remporte son premier Open de l'ITTF World Tour. Il finit en effet premier du tableau moins de 21 ans à l'Open de Belgique, se déroulant au Coq en septembre 2014. 
Toutes ces performances permettent à Stéphane de réaliser l'une des plus grosses progressions internationales au classement mondial. Il était en effet classé no 289 en janvier 2014, et est en septembre 2016 n°68 mondial, et 4e français en termes de points dans ce classement.
En mars 2015 il est finaliste en simple et en double des championnats de France, à Orchies. En double, il s'incline avec son partenaire Damien Éloi contre la paire formée par Romain Lorentz et Brice Ollivier sur le score de 3-1. En simple, Après avoir eu pas loin d'une dizaine balles de match sur le total des deux derniers sets, il s'incline 18-16 à la belle contre Adrien Mattenet. Il fait partie de l'équipe de France qui remporte la médaille de bronze lors des championnats d'Europe de 2015.
Il remporte son 2e titre de champion de France en avril 2016, ainsi que le titre en double, associé à Abdel-Kader Salifou.
Éliminé dès son entrée en lice au championnat de France en 2020, il glane tout de même une médaille de bronze en double hommes, associé à Andréa Landrieu.
Il est sacré champion de France en double en 2023 avec Jules Cavaillé. Il décroche également une médaille de bronze en double mixte avec Marion Berthaud.
En mars 2024, il remporte sous les couleurs de l'Algérie la médaille d'or en double hommes, la médaille d'argent en double mixte et la médaille de bronze par équipes messieurs aux Jeux africains à Accra.

## Parcours en club
Il évolue en championnat Pro A dans le club du PPC Villeneuve durant la saison 2013-2014 (relégué en Pro B pour la saison 2014-2015), notamment au côté de Jérémy Petiot.
Il rejoint en 2019 le Caen TTC qui évolue en pro A. Il quitte son club de toujours et qui l'a formé le PPC Villeneuve après huit années passées là bas.

## Style de jeu
Son jeu, basé sur de long échanges et un touché de balle exceptionnel est parmi les plus spectaculaires du circuit. Il utilise un topspin coup droit et revers à mi-distance ainsi qu'un placement et une variation importante de l'effet.

## Polémique
En 2016, alors qu'il est champion de France en titre et dans le top 100 mondial, il n'est pas sélectionné aux Jeux olympiques de Rio. Cette non sélection attire les foudres du joueur et de son entraîneur, de par le manque de communication de la FFTT. En effet ni lui, ni Adrien Mattenet et Antoine Hachard, les autres potentiels sélectionnés, n'ont été contactés ou prévenus par la FFTT avant l'annonce de la sélection,. 
Cette affaire fait suite déjà à sa non sélection au championnat du monde de 2016. Son entraîneur pointe le manque de neutralité du DTN de la FFTT, qui aurait privilégié selon lui les pensionnaires de l'INSEP, Benjamin Brossier et Tristan Flore. En effet Stéphane Ouaiche ne s'entraîne pas dans cette structure mais dans son club du PPC Villeneuve. Son éloignement de la structure reine aurait pour conséquence de discréditer la politique du DTN qui aurait alors fait le choix volontaire de ne pas sélectionner Stéphane Ouaiche selon son coach.
Sa non sélection a un retentissement important dans le paysage du tennis de table français,. Elle fait même l'objet d'une pétition réclamant sa sélection en équipe de France.

## Vie privée
Il a eu pour compagne Marion Berthaud, elle aussi pongiste professionnelle.